# Фресінет (Телеорман)
Фресінет (рум. Frăsinet) — село у повіті Телеорман в Румунії. Входить до складу комуни Фресінет.
Село розташоване на відстані 63 км на південний захід від Бухареста, 23 км на північ від Александрії, 125 км на схід від Крайови.

## Населення
За даними перепису населення 2002 року у селі проживали 2390 осіб.
Національний склад населення села:
| Національність | Кількість осіб | Відсоток |
| -------------- | -------------- | -------- |
| румуни         | 2326           | 97,3%    |
| цигани         | 64             | 2,7%     |

Рідною мовою назвали:
| Мова      | Кількість осіб | Відсоток |
| --------- | -------------- | -------- |
| румунська | 2355           | 98,5%    |
| циганська | 34             | 1,4%     |